# George Arliss
Pour les articles homonymes, voir Arliss (homonymie).

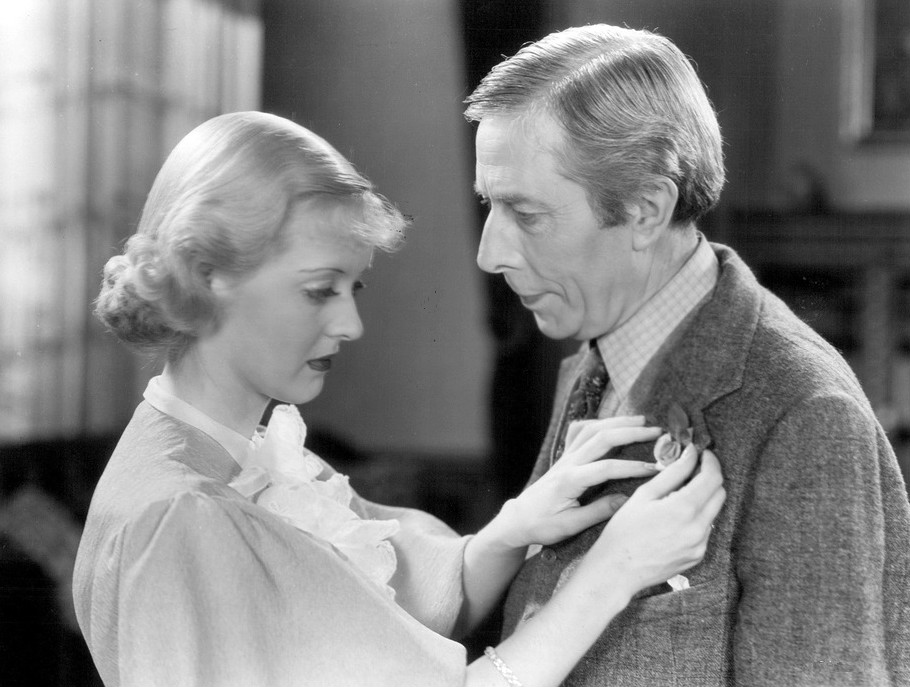
Bette Davis et George Arliss dans Le Roi de la chaussure (1933)

George Arliss, nom de scène de George Andrews, est un acteur britannique né à Londres le 10 avril 1868, ville où il est mort le 5 février 1946.

## Biographie
George Arliss a obtenu l'Oscar du meilleur acteur en 1930 pour le rôle de Benjamin Disraeli dans Disraeli d'Alfred E. Green, devenant ainsi le premier acteur britannique à recevoir cet Oscar. Il était spécialisé dans les rôles de personnages historiques, incarnant en particulier le Cardinal de Richelieu, Voltaire ou Alexander Hamilton, ainsi que Disreali.
Il a souvent joué aux côtés de son épouse Florence Arliss (Florence Montgomery).

## Filmographie
- 1921 : The Devil de James Young : Dr Muller
- 1921 : Disraeli de Henry Kolker : Benjamin Disraeli
- 1922 : Distraction de millionnaire (The Ruling Passion) de F. Harmon Weight : James Alden
- 1922 : La Raison de vivre (The Man who played God), de F. Harmon Weight : Montgomery Royle
- 1923 : La Déesse rouge (The Green Goddess) de Sidney Olcott: rajah de Rukh
- 1923 : Malgré la honte (The Steadfast Heart)
- 1924 : Twenty Dollars a Week de F. Harmon Weight : John Reeves
- 1929 : Disraeli, d'Alfred E. Green : Benjamin Disraeli
- 1930 : La Déesse rouge (The Green Goddess), d'Alfred E. Green : The Raja of Rukh
- 1930 : Old English d'Alfred E. Green : Sylvanus Heythorp
- 1931 : Le Millionnaire (The Millionaire), de John G. Adolfi : James Alden
- 1931 : Alexander Hamilton de John G. Adolfi : Alexander Hamilton
- 1932 : La Raison de vivre (The Man who played God), de John G. Adolfi (deuxième version) : Montgomery Royale
- 1932 :  A Successful Calamity (en) de John G. Adolfi : Henry Wilton
- 1933 : The King's Vacation de John G. Adolfi : Phillip, the King
- 1933 : Le Roi de la chaussure (The Working Man), de John G. Adolfi : John Reeves
- 1933 : Voltaire, de John G. Adolfi : Voltaire
- 1934 : La Maison des Rothschild (The House of Rothschild), d'Alfred L. Werker : Mayer Rothschild / Nathan Rothschild
- 1934 : The Last Gentleman de Sidney Lanfield : Cabot Barr
- 1934 : The Iron Duke de Victor Saville : Duc de Wellington
- 1935 : Un des Rotschild (The Guv'nor) de Milton Rosmer : The Guv'nor
- 1935 : Cardinal Richelieu, de Rowland V. Lee : cardinal Richelieu
- 1935 : The Tunnel de Maurice Elvey : Prime Minister of the United Kingdom
- 1936 : East Meets West de Herbert Mason : Sultan of Rungay
- 1936 : His Lordship de Michael Powell : Richard Fraser / Lorimer, Lord Duncaster
- 1937 : Doctor Syn de Roy William Neill : Dr Syn